# Dvoutarifní sazba
Dvoutarifní sazba se týká odběru elektrické energie, kdy je odebírána ve dvou tarifech – vysokém tarifu a nízkém tarifu. Dodavatelé elektřiny jej poskytují především odběratelům, kteří používají elektřinu pro náročnější elektrické spotřebiče jako jsou boilery nebo pro vytápění objektů. V závislosti na zvolené sazbě může odběratel čerpat elektřinu v nízkém tarifu po dobu 8 až 22 hodin denně nebo během víkendu. Nicméně sazba D56d, jež poskytuje 22 hodin nízkého tarifu, se dnes již nenabízí. Stále ji ale využívají lidé, kteří zprovoznili tepelná čerpadla do 31. 3. 2016.

## Důvod zavedení dvoutarifní sazby
Hlavním důvodem pro zavedení dvoutarifní sazby je regulace spotřeby elektrické energie. V časech, kdy je v síti menší odběr energie může docházet k nestabilitě distribuční sítě. Právě v tu chvíli je pomocí hromadného dálkového ovládání (HDO) aktivován nízký tarif. Během nízkého tarifu platí odběratelé za elektřinu nižší sazbu.
Naproti tomu jsou spotřebitelé povinni blokovat energeticky náročné spotřebiče během vysokého tarifu.

## Dělení dvoutarifních sazeb
Dvoutarifní sazby se dělí podle doby platnosti vysokého a nízkého tarifu. Jednotlivé typy vždy určuje distributor elektřiny. Dodavatelé elektřiny se podle tohoto rozpisu musí řídit, ale rozdíly mezi jednotlivými dodavateli jsou pouze v názvech tarifů. Největší rozdíl v ceně za kWh placené v nízkém a vysokém tarifu je u distribučních sazeb D25d a D27d. Právě tyto sazby tedy poskytují největší prostor k ušetření, pokud odběratel přesune některé aktivity (provoz pračky, myčky) z časů vysokého tarifu do nízkého.
Rozpisy platnosti jednotlivých tarifů lze nalézt na webových stránkách jednotlivých distributorů.